# Pompeya (banda)
Pompeya es una agrupación rusa de indie pop y rock originaria de la ciudad de Moscú. Su música ha sido descrita como "brillante y alegre", y como una mixtura de la música disco de los años 1970, del new wave de la década de 1980 y del pop rock de los años 1990.

## Historia
La banda se formó en el año 2006 por los músicos Daniil Brod, Denis Agafonov y Nairi Simonaian, con la inclusión de Sasha Lipisky más adelante. Publicaron de manera independiente su EP debut, Cheenese, en Rusia en 2010, seguido del larga duración Tropical en 2011. Acto seguido, la agrupación empezó a realizar extensas giras por Europa Oriental.
Más tarde en 2011, grabaron el EP de siete pistas Foursome en los Estudios Bedrock de Los Ángeles. El EP fue publicado en Rusia un año después. Tocaron en los Estados Unidos por primera vez en el 2012, realizando algunas presentaciones en los clubes de Nueva York Mercury Lounge y Glasslands Gallery.
En 2013, su álbum Tropical fue publicado en los Estados Unidos a través de la compañía discográfica de Brooklyn, No Shame. El lanzamiento anglosajón de Tropical presentó canciones del LP original y del EP Foursome.
Un remix del disco Tropical con canciones retocadas por los productores Felix Da Housecat, Fred Falke y Jimmy Edgar fue publicado en enero de 2014, nuevamente a través de la disquera No Shame. Este lanzamiento estuvo acompañado de una presentación en el festival SXSW, una gira por los Estados Unidos y el lanzamiento de nuevos sencillos que harían parte del EP Night, lanzado al mercado el 17 de junio. En 2015, la canción "90 (Fred Falke Remix)" y el álbum Tropical ganaron premios en las categorías Dance/Electrónica y mejor relanzamiento en la decimocuarta edición de los Independent Music Awards. Ese mismo año fue publicado un nuevo álbum de estudio larga duración, Real.
En 2017 fue publicado un nuevo EP, denominado Domino. Un año después vio la luz una nueva producción de la banda, titulada Dreamers. En 2019, la agrupación se embarcó en una gira en soporte del disco.

## Discografía

### Álbumes de estudio
- 2011: Tropical
- 2013: Tropical (relanzamiento para los Estados Unidos)
- 2014: Tropical Remixed
- 2015: Real
- 2018: Dreamers

### EP
- 2010: Cheenese
- 2012: Foursome
- 2014: Night
- 2017: Domino